# 大脱出 (バラエティ番組)
『大脱出』（だいだっしゅつ）は、DMM TVで配信されているバラエティ番組。

## 概要
様々な場所にて閉じ込められた芸人たちが、あらゆる挑戦・謎解きによって、その場所からの脱出を目指すバラエティー番組。企画・演出は、『クイズ☆タレント名鑑』『テベ・コンヒーロ』『水曜日のダウンタウン』などを手がけた藤井健太郎が務める。
藤井は、「クロちゃんを首から下まで埋める」という企画をずっとやりたかったものの、コンプライアンスの面から地上波に適合せず、そこへ肉付けをした上で全6回として、ストーリー性や観終わり感を出したコンテンツだと説明している。地上波の延長線上ということで調整こそしているが、地上波ではできないことばかりやっており「いわゆる“地上波NG”」ではなく、「地味なルール違反」だからこそ分かる人にしか分からないものだという。また、クロちゃん以外の脱出に関しては演者を誘導するため、明確なルールを定めている。
当初は、1話完結で次の企画という構成を藤井は考えていたが、視聴者のカタルシスを考慮して、複数の場面を交互に入れるカットバック方式へ変更した。藤井は最初から話数の決まっているコンテンツを作るという経験は初めてだったという。
シーズン1のロケは、山形県鶴岡市のスタジオセディック庄内オープンセットで行われた。
シーズン2ではパワープレイを行わせないよう、ルールがより明確化された。またクロちゃん以外の閉じ込まれた部屋に札束が置かれるようになり、消費しながら脱出を目指す駆け引きが導入された。

## 出演者

### メインキャスト（見届け人）
- バカリズム
- 小峠英二（バイきんぐ）

### VTR出演

#### シーズン1
- 首から下が生き埋めの状態から脱出する。
  - クロちゃん（安田大サーカス）
- お菓子の家から脱出する。
  - トム・ブラウン（布川ひろき、みちお）
- クイズの答えを電話で聞き出し脱出する。
  - みなみかわ
  - お見送り芸人しんいち
- 採用されたラジオネームに含まれるものを使って脱出する。
  - 岡野陽一
  - 高野正成（きしたかの）
- 進行の流れで途中加入
  - 西村瑞樹（バイきんぐ）
  - 井口浩之（ウエストランド）

𓏸謎のイスラエル人(西村のスカイダイビングインストラクターとして同乗)

#### シーズン2
- 首から下が生き埋めの状態から脱出する。
  - クロちゃん（安田大サーカス）
- クイズの答えを電話で聞き出し脱出する。
  - さらば青春の光（森田哲矢、東ブクロ）
- クレーンゲームで取れた景品を使って脱出する。
  - みなみかわ
  - 高野正成（きしたかの）
- 部屋全体でのドミノ倒しを成功させて脱出する。
  - お見送り芸人しんいち
  - 井口浩之（ウエストランド）
- サイコロの目を全て1にして脱出する。
  - みちお（トム・ブラウン）
  - 酒井貴士（ザ・マミィ）
- 途中加入
  - 大鶴肥満（ママタルト）
- エピローグ
  - 桐野安生
  - 牧野ステテコ
  - ふとっちょ☆カウボーイ
  - ひょうろく

## プロモーション
2023年2月24日にSHIBUYA109の店頭で行われた配信開始記念イベントで、出演者のクロちゃんが序盤のみ目隠しのままで登場した。翌年4月27日〜29日のPRイベントでは首から下を埋められたクロちゃんを模した巨大オブジェが展示され、最終日の29日にはクロちゃん本人がファンとの交流イベントとしてサプライズ登場した。

## 配信

### シーズン1
- 第1話、第2話（2023年2月22日 24時配信開始）
- 第3話、第4話（3月1日 24時配信開始）
- 第5話（3月8日 24時配信開始）
- 最終話（3月15日 24時配信開始）

### シーズン2
- 第1話、第2話、第3話（2024年4月24日 23時配信開始）
- 第4話、第5話（5月1日 23時配信開始）
- 第6話、最終話（5月8日 23時配信開始）

## スタッフ

### シーズン1
- 構成：大井洋一、矢野了平、成瀬正人、田中淳也
- CAM：山崎弘稀
- VE：安井康喜
- AUD：川越夏菜
- 美術プロデューサー：羽田一成
- 美術ディレクター：岩井愛
- 美術製作：海老原修一、小坂青一郎
- 装置：尻無浜宏人、大森俊也
- 操作：清水義昭、山野辺彰一
- 電飾：石野祥一、住義仁
- 小道具：深山健太郎、江澤克典
- メイク：久野由喜
- スタイリスト：相川留璃、大瀧彩乃
- 衣装協力：AINEXX
- 編集協力：東京オフラインセンター
- 撮影協力：スウィッシュ・ジャパン
- 音楽：Vava（CreativeDrugStore）
- 編集：関美幸
- MA：市川徹
- 音響効果：石川良則
- CG：松下剛士
- 宣伝：筒井史子
- AP：三井那結
- ディレクター：池田哲也、水口健司（シオプロ）、佐々木卓也、久野公嗣、降川浩史
- プロデューサー：新貝元章、菊池絢子、岡部純（DMM TV）
- チーフプロデューサー：大場剛（DMM TV）
- 企画・演出・プロデューサー：藤井健太郎（TBSテレビ）
- 制作著作：DMM TV

### シーズン2
- 構成：大井洋一、矢野了平、成瀬正人、田中淳也
- TD：小林孝至
- CAM：山崎弘稀
- VE：安井康喜
- AUD：川越夏菜
- 美術プロデューサー：羽田一成
- 美術デザイン：岩井愛
- 美術製作：小坂青一郎、小倉樹
- 装置：尻無浜宏人、大森俊也
- 操作：清水義昭、山野辺彰一
- 電飾：石野祥一、住義仁
- 特殊装置：黒野堅太郎、小板橋厚史
- 植木装飾：猿山利昭
- 小道具：山下瞬平
- メイク：林香織
- 編集協力：東京オフラインセンター、グレートインターナショナル
- 協力：アイソトープ、PIXTA
- 撮影協力：スウィッシュ・ジャパン
- 制作協力：ゲンカイエンターテインメント
- 宣伝プロデューサー：菅野周平（DMM TV）
- 宣伝：大貫佳奈子（DMM TV）
- 宣伝スーパーバイザー：遠藤正広（DMM TV）
- パブリシティ：片岡龍一、中山武、井上綾乃（共にマンハッタンピープル）
- 公式SNS：多田麻未、河野萌、新谷綾香（共にDMM TV）
- メディアプランニング：石川慎一郎、藤原伶衣（共にDMM TV）
- デジタルマーケティング：加藤千人、豊田翔大（共にDMM TV）
- 宣伝デザイン：三田和男（ノンキビーム）
- 予告編制作：里謙二郎、松井拓生（共にラフグラフィックス）
- 音楽：Vava（CreativeDrugStore）
- 編集：関美幸
- MA：市川徹
- 音響効果：石川良則
- CG：松下剛士
- 宣伝：筒井史子
- AP：加藤正和、菊池絢子、竹井晶子、永田千智
- ディレクター：池田哲也、水口健司（シオプロ）、佐々木卓也、久野公嗣、降川浩史、日野智文
- プロデューサー：新貝元章、岡部純（DMM TV）
- チーフプロデューサー：大場剛（DMM TV）
- エグゼクティブプロデューサー：久保田哲史（DMM TV）
- 企画・演出・プロデューサー：藤井健太郎（TBSテレビ）
- 制作著作：DMM TV